# Željko Mijač
Željko Mijač (né le 13 janvier 1954 à Split et mort le 14 février 2022) est un footballeur et entraîneur croate.

## Liens
- Ressources relatives au sport :   - FootballDatabase
  - Mondefootball
  - Transfermarkt
  - Transfermarkt (managers)